# Andrea Barzini
Andrea Barzini (* 14. Dezember 1952 in Rom) ist ein italienischer Regisseur, Drehbuchautor und Schriftsteller.

## Leben
Andrea Barzini wurde 1952 als zweites von drei Kindern des Journalisten und Schriftstellers Luigi Barzini Jr. und dessen zweiter Ehefrau Paola Gadola geboren. Aus der ersten Ehe seines Vaters stammen seine Halbschwestern Ludina und Benedetta Barzini.
Barzini schloss in Philosophie sein Studium ab und war ab 1977, zunächst auf Super 8, im Filmbereich tätig. 1978 wurde er Regieassistent u. a. bei Luigi Comencini und Federico Fellini. Anschließend ging er zum Fernsehen, wo er Dokumentarfilme drehte. Seinen ersten Spielfilm inszenierte er 1983 (Flipper) und drehte nach einem Ausflug ins kommerzielle Kino die ungewöhnlichen Filme Italia – Germania 4 a 3 sowie Volevamo essere gli U2, in denen er ironisch mit den Mythen der Vergangenheit und Gegenwart abrechnet. Daneben drehte er die 13-teilige Fernsehserie Chiara e gli altri mit Alessandro Haber und Ottavia Piccolo und arbeitete längere Zeit nur für das Fernsehen. 1998 drehte er für das amerikanische Fernsehen Alexandria Hotel und hatte danach großen Publikumserfolg mit Terence Hills Serie Don Matteo. Daneben inszenierte er Radioshows.
Auf dem 28. Belleria Film Festival stellte er im Juni 2010 seinen Dokumentarfilm über Neapel, I giorni buoni, vor.

## Werke (Auswahl)

### Filme
- 1983: Flipper
- 1986: Giulia (Desiderando Giulia)
- 1989: Chiara e gli altri (Fernsehserie, 13 Folgen)
- 1990: Italia – Germania 4 a 3
- 1991: Il sassofano (Fernsehfilm)
- 1992: Volevanmo essere gli U2
- 1998: Alexandria Hotel (Fernsehfilm)
- 2001–2004: Don Matteo (Fernsehserie, 29 Folgen)
- 2005: Passo a due
- 2007: Io e la mamma (Fernsehserie, 5 Folgen)
- 2008: Capri (13 Folgen)

### Bücher
- 1996: Una famiglia complicata
- 2021: Il fratello minore
- 2022: Carlotta contro il mondo